# بروس درينان
بروس درينان (بالإنجليزية: Bruce Drennan)‏ هو معلق رياضي أمريكي، ولد في 29 أبريل 1950 في شيكاغو في الولايات المتحدة.